# Willemijn Fock
Cornelia Wilhelmina (Willemijn) Fock (Soerabaja, 25 juni 1942 – Den Haag, 3 juni 2021) was een Nederlands kunsthistoricus. Ze was hoogleraar geschiedenis van de kunstnijverheid aan de Universiteit Leiden. Willemijn Fock was een autoriteit op het gebied van de Nederlandse wooncultuur.

## Loopbaan
Fock promoveerde in 1975 in Leiden bij Theo Lunsingh Scheurleer op een proefschrift over Jaques Bylivelt aan het hof van Florence. In 1982 werd ze aan dezelfde universiteit hoogleraar in de geschiedenis van de kunstnijverheid. Ze hield zich met name bezig met de geschiedenis van interieur en meubels, wandtapijten en edelsmeedkunst. Ze schreef boeken over wooncultuur. Onder haar leiding werd het door Theo Lunsingh Scheurleer gestarte Rapenburgproject voltooid. In 2007 ging ze met emeritaat, maar ze bleef actief als onderzoeker en begeleidde velen in hun onderzoek. Willemijn Fock overleed in 2021 op 78-jarige leeftijd.

## Onderscheidingen
- Willemijn Fock werd benoemd tot Officier in de Orde van Oranje-Nassau.
- In 1969 kreeg ze de Mr. J.W. Frederiksprijs toegekend voor haar artikel Nieuws over de tapijten bekend als de Nassause genealogie.
- In 2019 werd ze onderscheiden met het erelidmaatschap van de Vereniging van Nederlandse Kunsthistorici.[4]